# Anthomuda poorei
Anthomuda poorei är en kräftdjursart som beskrevs av Müller 1990. Anthomuda poorei ingår i släktet Anthomuda och familjen Antheluridae.
Artens utbredningsområde är Réunion. Inga underarter finns listade i Catalogue of Life.